# 松藤夢路
松藤 夢路（まつふじ ゆめじ ）は、日本のオペラ歌手（メゾソプラノ）。父は作家の松藤竹二郎。

## 人物
東京藝術大学声楽科卒業。卒業時に新人同声会賞を受賞。同大学院修了。
大学院在学中に小澤征爾音楽塾オペラ・プロジェクト『蝶々夫人』にて、アンダースタディとして参加。同年、サイトウ・キネン・フェスティバル松本20周年スペシャルコンサートにてベートーヴェン作曲『合唱幻想曲』のアルトソリストを務める(指揮:Ludovic Morlot、ピアノ:Peter Serkin)。2016年3月、イタリアのTeatro Verdi Trieste歌劇場オペラ«ルイザ・ミラー»ラウラ役にてイタリアデビュー(指揮:Myron Michailidis)。
これまでに『カルメン』のカルメンおよびメルセデス、『カヴァレリア・ルスティカーナ』のサントゥッツァ、『チェネレントラ』のティスベ、『子供と魔法』の白猫およびリスなどの役でオペラ出演。2014年9月から2015年1月まで行われた六本木ヒルズ森美術館〈リー・ミンウェイとその関係展〉内のソニック・ブロッサムのパフォーマー（歌い手）を務める。声楽を大島幾雄、永井和子、Giuseppe Sabbatini、田中久子、Daniela Dessìの各氏に師事。第62回全日本学生音楽コンクール声楽部門（大学・一般の部）入選。サントリーホールオペラ・アカデミー アドバンストコース修了。二期会会員。
2015年より、さわかみオペラ芸術振興財団の助成を得て、イタリアに留学。現在はドイツに在住し活動。